# امیرحسین ربیعی
امیرحسین ربیعی (زادهٔ ۱۱ بهمن ۱۳۰۹ – درگذشتهٔ ۲۰ فروردین ۱۳۵۸) سپهبد خلبان نیروی هوایی شاهنشاهی ایران بود. او خلبان جنگنده‌های اف-۸۶ سیبر و اف-۴ فانتوم ۲ و آخرین فرمانده نیروی هوایی شاهنشاهی از ۱۹ بهمن ۱۳۵۵ تا ۲۲ بهمن ۱۳۵۷ بود. ربیعی که تا پیش از آمدن هایزر به ایران از وفاداران به شاه بود  از ۱۹ بهمن به ناچار مانع انقلابیون نشد و با بازشدن اسلحه‌خانه به روی همافران، حوادث پادگان نیروی هوایی دوشان تپه رقم خورد که در پیروزی انقلاب در ۲۲ بهمن تاثیرگذار بود.
او پس از پیروزی انقلاب ۱۳۵۷ دستگیر،  توسط خلخالی  به مرگ محکوم و در زندان قصر اعدام شد.

## زندگی
امیر حسین ربیعی در سال ۱۳۰۹‌ در کرمانشاه متولد شد. ربیعی از دبیرستان هدایت تهران مدرک دیپلم خود را دریافت کرد، سپس در سال ۱۳۲۹ وارد دانشکده خلبانی گردید. در دوران خدمت، به پایگاه‌ها و مراکز شرکت‌های هوایی معتبر جهان سفر نمود که از آن جمله می‌توان به پایگاه‌های هوایی فورستنفلدبروک در مونیخ آلمان غربی در سال ۱۹۵۸، ویلیامز، نلیس، تراویس، ادواردز در ایالات متحده و کمپانی‌های هواپیماسازی بوئینگ و شرکت نورتروپ در سال ۱۹۷۴ اشاره کرد. او همچنین با ژنرال‌های سرشناس آمریکایی از جمله براون، کارلتون و رایان آشنا شد و ارتباط برقرار کرد. ربیعی در جریان بازدید از پایگاه هوایی تراویس از فرماندهی تاکتیکی هوایی ایالات متحده بازدید نمود و یک فروند هواپیمای غول‌پیکر ترابری لاکهید سی-۵ گالکسی را به پرواز درآورد.
او به همراه نادر جهانبانی، محمد خاتمی، عبدالحسین مینوسپهر و سیامک جهانبینی جزئ اولین خلبانان تیم آکروجت تاج طلایی و نیروی هوایی شاهنشاهی بود. ربیعی در دولت نظامی غلامرضا ازهاری به مدت کوتاهی به عنوان وزیر مسکن انتخاب شد. ربیعی در سال ۱۳۵۵ پس از مرگ ارتشبد فضائل تدین فرمانده وقت نیروی هوایی در جریان یک سانحه هوایی، به دستور شاه به مقام فرماندهی نیروی هوایی ایران رسید.
او با دختری آلمانی به نام گرتا (Greta Hierl، متولد ۲۹ ژانویه ۱۹۳۸) ازدواج کرده و در سال ۱۳۵۷ دو پسر به نام‌های آریان ۱۹ ساله و آرمان ۱۳ ساله داشت.

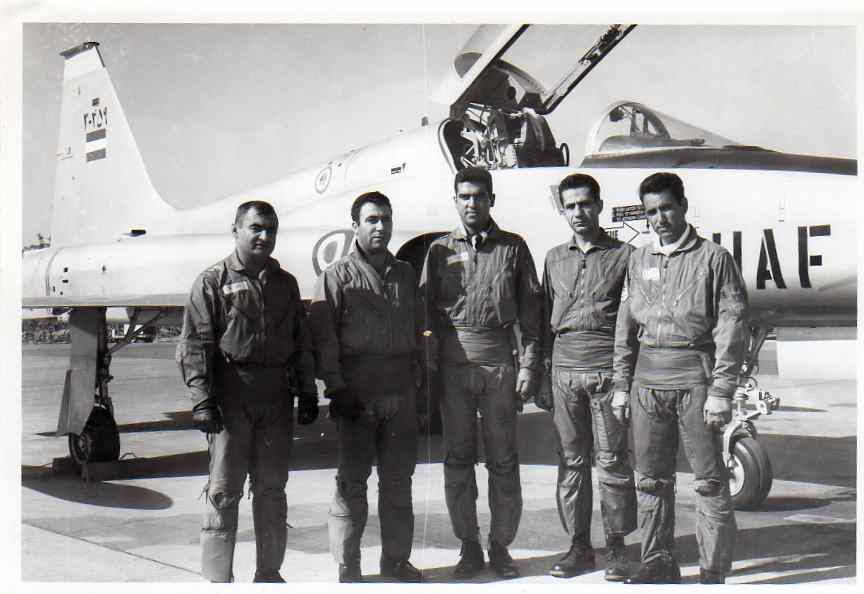
امیرحسین ربیعی نفر اول سمت راست به همراه تیم آکروجت تاج طلایی

چهار روز پیش از رفتن شاه (۲۲ دی ۱۳۵۷) ژنرال آمریکایی رابرت هایزر در گزارشی به واشینگتن خبر می‌دهد که سپهبد امیرحسین ربیعی (فرمانده نیروی هوایی) و ارتشبد حسن طوفانیان می‌گویند که ارتش باید به محض رفتن شاه، دست به کودتا بزند. او می‌نویسد: «آن‌ها بازگشت خمینی را به کشور فاجعه می‌دانند؛ فکر می‌کنند بختیار موفق نخواهد شد و معتقدند که با گذشت زمان، ارتش توان کودتا را از دست خواهد داد.» هایزر در ادامهٔ گزارش خود، خبر می‌دهد که سپهبد ربیعی به شدت به شاه وفادار است. ۳ روز پیش از رفتن شاه از ایران، شاه از ربیعی و سایر فرماندهان ارتش می‌خواهد که از دولت شاپور بختیار، حمایت کنند. در جریان درگیری‌های انقلابیون و نیروهای وفادار به شاه، ربیعی به نیروهای خود دستور می‌دهد که از کشتن انقلابیون، خودداری کنند. زمانی که بختیار، به ربیعی دستور بمباران کارخانهٔ اسلحه‌سازی تهران را می‌دهد، ربیعی از این دستور، سرپیچی کرد. خمینی پس از ورود به ایران، از ربیعی می‌خواهد که استعفا دهد. پس از استعفای ربیعی، سعید مهدیون، فرماندهی نیروی هوایی را بر عهده گرفت.
شاپور آذربرزین، معاونت عملیات نیروی هوایی (در دوران فرماندهی خاتمی، تدین و ربیعی) در خاطرات خود ضمن اشاره به فساد اداری ربیعی بیان می‌دارد که وی روابط ویژ‌ه‌ای با آمریکایی‌ها داشت و بارها آذربرزین مجبور شده به خاطر مبادرت ربیعی به وضع قراردادهای خرید غیرضروری مساله را به محمدرضاشاه گزارش داده و جلوی کارهای ربیعی را بگیرد. از آن جمله، خرید شبیه‌ساز اف۱۴ (به قیمت ۲۱ میلیون دلار) و خرید شش فروند هواپیمای پی‌۳ بوده که به گفته آذربرزین به دلیل نداشتن زیرساختهای لازم در کشور بلااستفاده می‌ماندند.

## اعلام همبستگی با انقلابیون
وی در دفاعیات خود گفت: در روز ۱۹ بهمن برادرم به خانه ما آمد و پیشنهاد کرد اعلام همبستگی کنم … من نیز تلفن را برداشته با جناب آقای حاج عسکری تماس گرفته و اعلام همبستگی کردم.
... اسلحه را (به ۸۰۰۰ همافر برای درگیری با مأمورین گارد) پخش کردم .. دستور بختیار و قره باغی را اجرا نکردم
شاهپور بختیار می‌گوید: من نوشتم در شورای امنیت انداختم جلوی ربیعی گفتم شما دستور می‌دید برای اینکه این اسلحه سازی و این چیزهایی که اونجا داریم و این همافر بازی که راه انداختید به یک جای بدی نرسه شما بگویید که اینجا منطقه نظامی است و با تراکت و با بلندگو به مردم یک ساعت فرصت باید بدید که اگر از اونجا دور نشدند این منطقه مسلسل سازی را بمباران کنید هر کی هم مرد با منه جوابش. [اما] نکرد!

## حضور در جلسه اعلام بیطرفی ارتش
مقاله اصلی : اعلامیه بی‌طرفی ارتش
بعد از بازگشت خمینی و به دنبال مذاکرات مهدی بازرگان و اعضای دولت موقت با ارتش، شورای فرماندهان ارتش ساعت ۱۰:۳۰ صبح روز ۲۲ بهمن ۱۳۵۷ با حضور ۲۷ نفر تشکیل جلسه داد و با توجه به نافرمانی‌های سربازان و اوضاع عمومی و مذاکرات انجام شده، فرماندهان نظامی به این نتیجه رسیدند که ارتش باید اعلام بی‌طرفی کند؛ در این بیانیه ارتش اعلام کرد به دلیل جلوگیری از هرج و مرج و خونریزی بیشتر، بی‌طرفی خود را در مناقشات سیاسی وقت اعلام و به یگان‌های نظامی دستور داده شد که به پادگان‌های خود مراجعت نمایند. گفته می‌شود که ارتشبد عباس قره‌باغی و ارتشبد فردوست نقش مهمی در این اعلام بی‌طرفی داشته‌اند. متن اعلامیه بی‌طرفی ارتش از اخبار ساعت ۱۳:۰۰ و ۱۴:۰۰ از رادیو پخش شد.
جلسه شورای فرماندهان ارتش در ساعت  ده و نیم روز ۲۲ بهمن ۱۳۵۷ به دستور و درخواست قره‌باغی ریاست ستاد بزرگ ارتشتاران جلسه ای با حضور امرا و اعضای ارشد ارتش ومسئولین سازمان‌های نیروهای مسلح شاهنشاهی تشکیل شد. قره‌باغی در خاطراتش می‌گوید که در روز قبل او در جلسه شورای امنیت ملی مطمئن بوده که مقدار زیادی اسلحه در دست مخالفین بوده و شورش‌هایی در مدرسه‌های نظامی رخ داده‌است و ارتش توان سرکوبی و دستگیری مخالفان را ندارد. همچنین سیستم اطلاعاتی درون ارتش به دلیل نفوذ انقلابیون توانایی خود را از دست داده و امکان استفاده مؤثر را ندارد.
ابتدا اظهارات سپهبد هوشنگ حاتم در مورد اینکه شاپور بختیار در مجلس و در سنا و در مصاحبه خود در ۲۱ بهمن ۱۳۵۷ اعلام کرده‌ بدنبال جمهوری است و بنابراین ارتش شاهنشاهی دیگر تعهدی به او ندارد همه را تحت تأثیر قرار داد و باعث شد در نهایت به یک نظر همگانی دست یابند.

### اظهارات ربیعی
ربیعی بعنوان فرمانده نیروی هوایی شاهنشاهی (که قبلاً در ۱۹ بهمن با انقلابیون اعلام همبستگی کرده بود و خودش در ۲۱ بهمن کمک به بازشدن اسلحه خانه کرده بود) در جلسه اظهار کرد:
- جریان زد و خورد همافران و هنرجویان مرکز آموزش نیروی هوایی با افراد گارد را تشریح نمود.
- توضیح داد که چگونه تظاهرکنندگان وارد محوطه مرکز آموزش هوایی شده و با کمک همافران و هنرجویان در اسلحه‌خانه‌ها را باز کرده و به سلاح‌ها دسترسی پیدا کردند
- «هم‌اکنون مرکز آموزش دوشان‌تپه در محاصره مخالفین و محوطه مرکز آموزش در اشغال همافران و هنرجویان مسلح می‌باشد»
- «من به ریاست ستاد بزرگ و همچنین دیشب در شورای امنیت ملی عرض کردم که نیروی هوایی در مقابل همافران و جمعیتی که در اطراف محوطه مرکز آموزش هوایی اجتماع کرده و پشت‌بام‌های اطراف مرکز را مسلحانه اشغال نموده‌اند به هیچ‌وجه قادر به انجام عملی نمی‌باشد و لازم است فرمانداری نظامی یا نیروی زمینی به ما کمک کند، ولی تا این ساعت عده کمکی به مرکز آموزش دوشان‌تپه نرسیده‌است.»
- و بعد راجع به نداشتن گاز در آشپزخانه‌ها و سوخت برای خودروها و سایر مشکلات و نیازمندی‌های لجستیکی صحبت نموده و اضافه کرد: «به علت تیراندازی، من در پست فرماندهی نیروی هوایی زندانی بودم و الآن هم با وضع بسیار بدی و به حالت خزیده توانستم خود را از ساختمان پشت فرماندهی به هلی‌کوپتر برسانم و در این جلسه شرکت کنم، چون دائماً از پشت‌بام‌های اطراف تیراندازی می‌کنند. حالا هم هر چه زودتر باید برگردم به پست فرماندهی و باید در آنجا باشم.»

## دستگیری و اعدام
پس از پیروزی انقلاب ۱۳۵۷ وی توسط نیروهای انقلابی به اتهام کودتا علیه انقلاب مردمی و نظام جمهوری اسلامی ایران دستگیر شد و به دادگاه انقلاب سپرده شد که در پایان، پس از برگزاری دادگاه، برای او حکم اعدام صادر شد.

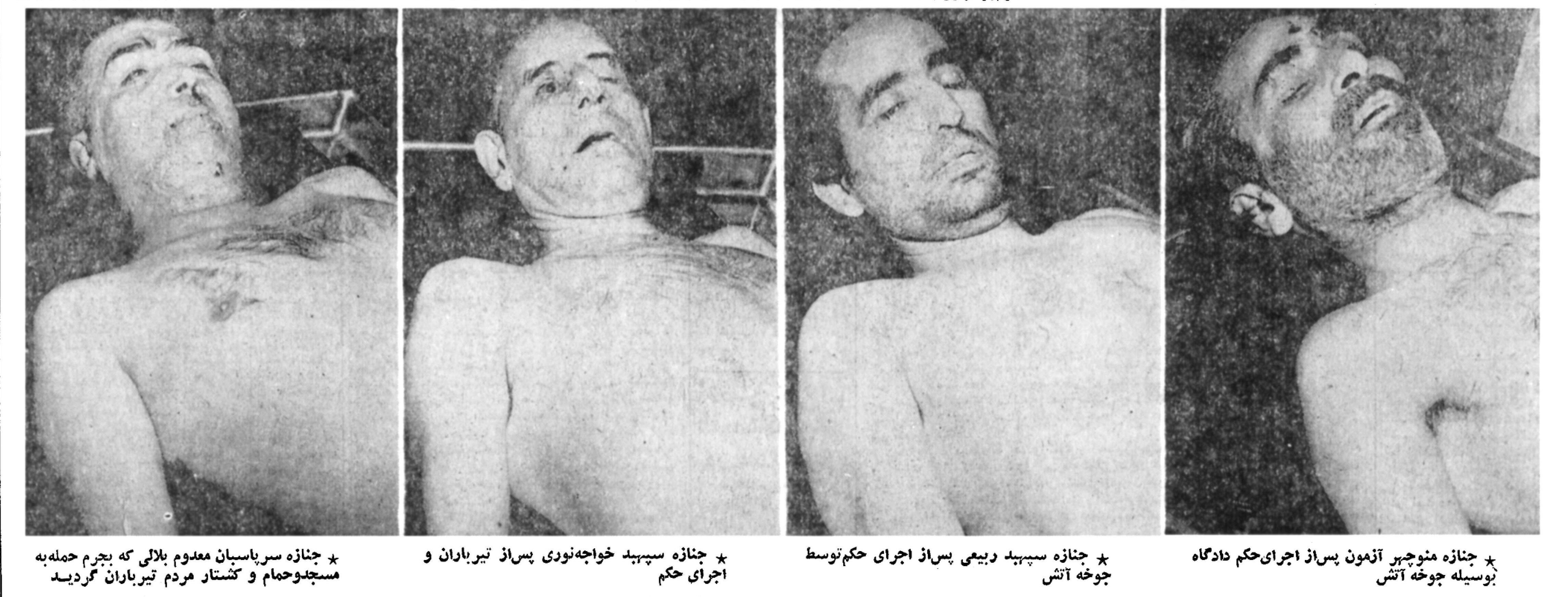
ز راست: جسد منوچهر آزمون، سپهبد امیرحسین ربیعی، سپهبد علی‌محمد خواجه‌نوری، سرپاسبان بلالی پس از تیرباران توسط جوخه آتش، روزنامهٔ اطلاعات ۲۰ فروردین ۱۳۵۸ (‏۹ آوریل ۱۹۷۹‏)

ربیعی سرانجام پس از محکومیت در دادگاه انقلاب، مفسد فی‌الارض شناخته و در ۲۰ فروردین ۱۳۵۸ در زندان قصر به حکم صادق خلخالی، تیرباران شد.
و در قطعه ۸۲ بهشت زهرا در کنار دیگر فرماندهان تیرباران شده ارتش به خاک سپرده شد.
محمود علیزاده طباطبایی از همافران انقلابی در خاطرات خود می‌گوید:"اطلاع دادند فرمانده نیروی هوایی در دفتر کار خود است و تعداد زیادی محافظ با مسلسل و تفنگ از دفتر وی محافظت می‌کنند. من گفتم می‌روم و تیمسار را با خودم می‌آورم. وقتی به ستاد نیروی هوایی در دوشان تپه رسیدم دیدم خبری از محافظ و مسلسل و تفنگ نیست و فقط آجودان ایشان حضور دارد. گفتم می‌خواهم تیمسار را ببینم. ایشان به داخل دفتر تیمسار رفتند و بعد از هماهنگی من را به داخل راهنمایی کردند. بعد از ورود ادای احترام نظامی کردم و گفتم تیمسار آمده‌ام شما رو ببرم. تیمسار از روی صندلی بلند شد و نگاهی به دیوار اتاق که عکس فرماندهان نیروی هوایی شاهنشاهی از ابتدای تاسیس روی آن نصب بود کرد و سپس رو به من کرد و گفت: سرکار همافر، ما که تمام شدیم و نیروی هوایی به دست شما افتاد این فرماندهان خائن نبودند و برای خشت خشت نیروی هوایی زحمت کشیدند شما خرابش نکنید. سپس بدون کلامی دیگر از اتاق خارج شد و با هم را افتادیم…"

## تحصیلات و دوره‌های نظامی
- ۱۳۲۹ – ۱۳۳۰: دانشجوی دانشکده خلبانی
- ۱۳۳۰ – ۱۳۳۱: آموزش خلبانی در پایگاه‌های Reese ویلیامز نیروی هوایی ایالات متحده[۲۵]
- ۱۳۳۸: دوره استاد خلبانی در پایگاه هوایی فورستنفلدبروک آلمان غربی[۲۶]
- ۱۳۳۹: دوره عالی مدرسه افسران اسکادران، پایگاه هوایی ماکسول، آلاباما ایالات متحده
- ۱۳۴۳: مدرسه استاد خلبانی اف-۵ پایگاه هوایی ویلیامز، آریزونا ایالات متحده
- ۱۳۵۲: دوره عالی مدیریت ۵ هفته‌ای مدرسه عالی نیروی دریایی ایالات متحده، مونتری کالیفرنیا
- دوره آموزش خلبانی جت آلمان غربی
- دوره آموزش استاد خلبانی جت آلمان غربی
- کالج فرماندهی و ستاد ایالات متحده
- دوره آموزش استاد خلبانی آلمان غربی
- دوره مدیریت ADC
- دوره عملیات هوا زمین A/G و CAS/BAI آلمان غربی

## مدال‌ها
- نشان افتخار درجه ۲ و ۳
- نشان لیاقت درجه ۲ و ۳
- مدال خدمت درجه ۲ و ۳
- نشان پاس درجه۲
- نشان همایون درجه۳
- مدال ۲۵۰۰ ساله سلطنتی
- تشویق در دستور همگانی ارتش
- تشویق بار دوم، تشویق بار سوم، تشویق نامه ۵ بار

## مسئولیت‌ها
- رئیس باشگاه هواپیمایی
- عضو باشگاه شاهنشاهی کشور
- ۱۳۳۵ – ۱۳۳۸: خلبان شکاری در گردان یکم شکاری مهرآباد تهران
- ۱۳۳۶ – ۱۳۳۸: دوره استاد خلبان جت در نیروی هوایی ایالات متحده در محل پایگاه هوایی فورستنفلدبروک
- ۱۳۴۱ – ۱۳۴۴: فرمانده اسکادران در گردان دوم شکاری
- ۱۳۴۵ – ۱۳۴۶: مدیر عملیات گردان یکم شکاری تهران
- ۱۳۳۷ – ۱۳۴۱: عضو تیم آکروجت تاج طلایی با هواپیمای اف-۸۴
- ۱۳۴۱ – ۱۳۴۸: فرمانده تیم پروازی تیم آکروجت تاج طلایی
- دو ماه خدمت در سمت فرماندهی اسکادران حافظ صلح سازمان ملل متحد در کنگو
- خلبان، گروه دوم، اسکادران هوایی، گردان شکاری، پایگاه سوم شکاری
- خلبان اول، گروه دوم، اسکادران هوایی، گردان شکاری، پایگاه سوم شکاری
- فرمانده گروه دوم اسکادران هوایی، گردان شکاری، پایگاه سوم شکاری
- فرمانده اسکادران سوم جت اف-۸۴، گردان شکاری
- فرمانده اسکادران چهارم شکاری بمب‌افکن پایگاه دوم شکاری
- فرمانده اسکادران سوم شکاری بمب‌افکن پایگاه دوم شکاری
- فرمانده اسکادران ۱۱۰ شکاری تاکتیکی پایگاه یکم شکاری
- رئیس عملیات پایگاه یکم شکاری
- جانشین فرمانده پایگاه یکم شکاری
- فرمانده پایگاه یکم شکاری
- فرمانده، فرماندهی تاکتیکی هوایی
- ۱۳۵۴ – ۱۳۵۷: فرمانده نیروی هوایی شاهنشاهی